# Покликання
Покли́кання, призначення — здатність до чого небудь, вміння правильно щось робити.

## Зноски
1. ↑  ПОКЛИКАННЯ – Академічний тлумачний словник української мови. sum.in.ua. Процитовано 14 жовтня 2022.